# Kim Leopold
Kim Leopold (* 17. Juli 1992) ist eine deutsche Schriftstellerin, Grafikdesignerin und Podcasterin.

## Leben
Kim Leopold studierte Germanistik und Archäologie an der Westfälischen Wilhelms-Universität Münster, bevor sie 2015/2016 an Brustkrebs erkrankte und die Zeit der Erkrankung nutze, um sich als Autorin selbstständig machte. Ihre ersten Erfahrungen sammelte sie mit Selbstpublikationen, bevor sie schließlich auch mit Verlagen zusammenarbeitete.
Eine Zeit lang arbeitete Kim Leopold auch als Grafikdesignerin in der Buchbranche. Mittlerweile ist sie jedoch Vollzeitautorin und führt einen Podcast über das Vermarkten und Verkaufen von Büchern.
Sie lebt mit ihrer Familie im Münsterland.

## Podcast
Seit 2020 berichtet Kim Leopold in ihrem Podcast Writing Dreams – Wo Schreibträume fliegen lernen über ihre Erfahrungen in der Buchbranche.

## Werke

### California-Dreams-Reihe
- The Colors of Your Soul. Piper Verlag, München 2022, ISBN 978-3-492-06301-2.
- The Sunrise in Your Eyes. Piper Verlag, München 2022, ISBN 978-3-492-06302-9.
- The Fire in Your Heart. Piper Verlag, München 2022, ISBN 978-3-492-06303-6.

### How-to-be-happy-Reihe
- Liliennächte. Eigenverlag, 2021, ISBN 978-3-96966-831-3.
- Ascheblüte. Eigenverlag, 2021, ISBN 978-3-96966-832-0.
- Vergissmeinnicht. Eigenverlag, 2021, ISBN 978-3-96966-833-7.
- Winterrose. Eigenverlag, 2021, ISBN 978-3-96966-834-4.
- Veilchensturm. Eigenverlag, 2021, ISBN 978-3-96966-835-1.
- Glücksklee. Eigenverlag, 2021 – Novelle zur Reihe, nur über die Website der Autorin verfügbar

### Black-Heart-Reihe
- Ein Märchen von Gut und Böse. Greenlight Press, Karlsruhe 2019, ISBN 978-3-95834-342-9.
- Das Lachen der Toten. Greenlight Press, Karlsruhe 2019, ISBN 978-3-95834-346-7.
- Ein Traum aus Sternenstaub. Greenlight Press, Karlsruhe 2019, ISBN 978-3-95834-347-4.
- Der Palast der Träume. Greenlight Press, Karlsruhe 2019, ISBN 978-3-95834-349-8.
- Das Flüstern der Vergangenheit. Greenlight Press, Karlsruhe 2019, ISBN 978-3-95834-350-4.
- Die Kunst zu sterben. Greenlight Press, Karlsruhe 2019, ISBN 978-3-95834-351-1.
- Der Schritt ins Dunkle. Greenlight Press, Karlsruhe 2019, ISBN 978-3-95834-352-8.
- Tötet das Biest. Greenlight Press, Karlsruhe 2019, ISBN 978-3-95834-353-5.
- Die Stille der Zeit. Greenlight Press, Karlsruhe 2019, ISBN 978-3-95834-354-2.
- Der Kampf der Rebellen. Greenlight Press, Karlsruhe 2019, ISBN 978-3-95834-355-9.
- Die Magie der Herzen. Greenlight Press, Karlsruhe 2019, ISBN 978-3-95834-356-6.
- Die Macht des Handels. Greenlight Press, Karlsruhe 2019, ISBN 978-3-95834-357-3.
- Der Weg des Schicksals. Greenlight Press, Karlsruhe 2019, ISBN 978-3-95834-367-2.
- Der Kuss der Liebenden. Greenlight Press, Karlsruhe 2019, ISBN 978-3-95834-382-5.
- Der Fluch des Vergessens. Greenlight Press, Karlsruhe 2019, ISBN 978-3-95834-390-0.
- Das Herz des Königs. Greenlight Press, Karlsruhe 2019, ISBN 978-3-95834-393-1.

Die Black-Heart-Reihe ist außerdem als Hörbuch (vertont von Lausch Medien mit Sprecherinnen und Sprechern wie u. a. Günter Merlau, Flemming Stein und Amina Gaede) sowie als Taschenbuch (im Eigenverlag) erhältlich. Die deutsche Autorin und Lektorin Tatjana Weichel hat zwei Spin-Offs zur Reihe geschrieben:
- Der Sturz ins Ungewisse. Greenlight Press, Karlsruhe 2019, ISBN 978-3-95834-358-0.
- Der Weg ins Licht. Greenlight Press, Karlsruhe 2019, ISBN 978-3-95834-407-5.

### Einzelbände
- Faith in You – Das Lächeln unsrer Herzen. Carlsen Verlag, Hamburg 2019, ISBN 978-3-646-60514-3.
- Hundert minus einen Tag. Eigenverlag, 2016. (nur noch als E-Book erhältlich)